# Tetrix morbillosus
Tetrix morbillosus är en insektsart som först beskrevs av Fabricius 1787.  Tetrix morbillosus ingår i släktet Tetrix och familjen torngräshoppor. Inga underarter finns listade i Catalogue of Life.